# Lithiumfluoride
Lithiumfluoride (LiF) is het lithiumzout van waterstoffluoride. De stof komt voor als een wit kristallijn poeder of als transparante kristallen, die slecht oplosbaar zijn in water. Het is een zeer goed optisch materiaal om ultraviolette straling te transporteren. Door zijn grote band gap is het bijzonder goed resistent aan elektriciteit en gedraagt het zich dus als een isolator. Griceiet is de zeldzame minerale vorm van lithiumfluoride.

## Synthese
Lithiumfluoride kan bereid worden door reactie van lithiumhydroxide of lithiumcarbonaat met waterstoffluoride:
{\displaystyle {\ce {LiOH + HF -> LiF + H2O}}}
{\displaystyle {\ce {Li2CO3 + 2HF -> 2LiF + H2O + CO2}}}

## Toepassingen
Lithiumfluoride is een bijzonder stabiel zout dat onder meer gebruikt wordt in een MSR (Molten Salt Reactor). Lithiumfluoride en berylliumfluoride vormen daarbij een mengsel, waarin fluoriden van uranium en thorium worden ingebracht.